# Daimler-Benz DB 603
Daimler-Benz DB 603 var en tysk flygmotor under andra världskriget tillverkad av Daimler-Benz. Produktionen startade i maj 1942.

## Användning
- Dornier Do 335 Pfeil
- Dornier Do 217
- Focke-Wulf Ta 152
- Heinkel He 219
- Messerschmitt Me 410